# 1710er
Portal Geschichte | Portal Biografien | Aktuelle Ereignisse | Jahreskalender | Tagesartikel

◄ |
17. Jh. |
18. Jahrhundert
| 19. Jh. | ►

◄ |
1680er |
1690er |
1700er |
1710er
| 1720er | 1730er | 1740er | ►

1710 |
1711 |
1712 |
1713 |
1714 |
1715 |
1716 |
1717 |
1718 |
1719

## Ereignisse
- 1710: Gründung der ersten europäischen Porzellanmanufaktur in Meißen (Sachsen) durch August den Starken.
- 1711: Die Québec-Expedition, die versuchte Eroberung Québecs durch die Briten, scheitert aufgrund eines schweren Schiffsunglücks.
- 1712: Sankt Petersburg wird an der Stelle Moskaus Hauptstadt von Russland (bis 1922). Newcomen entwickelt die Dampfmaschine.
- 1713: Entwicklung der Verkokung in England.
- 1717: Erste Eisenschienen werden hergestellt.

## Persönlichkeiten
- Ludwig XIV., König von Frankreich und Navarra
- Ludwig XV., König von Frankreich und Navarra
- Karl VI., Kaiser des Heiligen Römischen Reiches Deutscher Nation, als Karl III. König von Ungarn und als Karl II. König von Böhmen
- Philipp V., König von Spanien
- Friedrich I., König von Preußen
- Friedrich Wilhelm I., König von Preußen
- Clemens XI., Papst
- Peter I., Zar in Russland
- Anne, Königin von Großbritannien und Irland
- Georg I., König von Großbritannien und Irland
- Nakamikado, Kaiser von Japan
- Kangxi, Kaiser von China